# Ushiba Nobuhiko

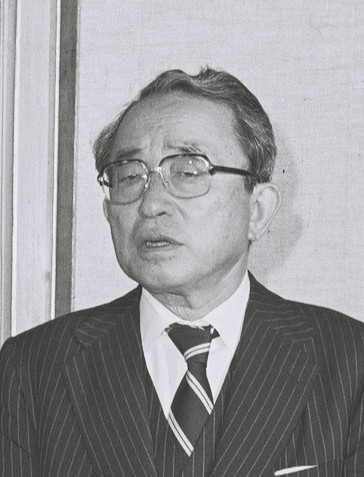
Ushiba Nobuhiko, 1977

Ushiba Nobuhiko (japanisch 牛場 信彦; geboren 16. November 1909 in Kōbe (Präfektur Hyōgo); gestorben 31. Dezember 1984) war ein japanischer Diplomat. Er war Staatsminister für Außenwirtschaft, Berater des Außenministeriums und Botschafter in den Vereinigten Staaten.

## Leben und Wirken
Ushiba Nobuhiko machte 1952 seinen Studienabschluss an der Juristischen Fakultät der Kaiserlichen Universität Tokio. Er trat in das „Ministeriums für internationalen Handel und Industrie“ (MITI) ein, war Deutschland-orientiert, studierte Germanistik an der Universität Heidelberg und war an der Japanischen Botschaft in Berlin tätig.
Nach dem Zweiten Weltkrieg wandte er sich Amerika zu. Nachdem er als Direktor des MITI, Direktor des Wirtschaftsbüros des Außenministeriums, Botschafter in Kanada und stellvertretender Außenminister tätig gewesen war, war er als ab Juli 1970 war er für etwa drei Jahre als Botschafter in den Vereinigten Staaten. Hier folgte er auf Shimoda Takesō. Während er sich mit schwierigen Themen wie Wirtschaftsverhandlungen befasste, besuchte er fast alle 50 Bundesstaaten der Vereinigten Staaten, worauf man ihn „Am Himmel fliegender Botschafter“ (空飛ぶ大使, Soratobu taishi) nannte. Er setzte sich intensiv für die Verständigung zwischen Japan und den Vereinigten Staaten ein.
Später, nachdem er als Berater des Außenministeriums gedient hatte, wurde er im November 1952 zum Staatsminister für Außenwirtschaft im Fukuda-Kabinett ernannt und spielte eine wichtige Rolle in der Wirtschaftsdiplomatie, indem er hart daran arbeitete, die wirtschaftlichen Spannungen mit den Vereinigten Staaten und Europa abzubauen. 1959 gab er als Vorsitzender der japanischen Seite des japanisch-amerikanischen Beratungsausschusses, einer Experten-Zusammenkunft (賢人会議, Kenjin Kaigi), einen Bericht heraus, der auf die reibungslose Entwicklung der japanisch-amerikanischen Beziehungen abzielte. Er war 1977 der erste Geschäftsführer der „Sekai wahei rengō-kai“ (世界和平連合会), einer Gesellschaft, die sich für den Weltfrieden einsetzt.
Ushiba wurde 1971 mit dem „Financial World Award“, 1981 mit dem „Orden der aufgehenden Sonne“ Grand Cordon 1. Klasse, 1984 mit dem New-Yorker „Japan Society Award“ (ジャパン・ソサエティ賞) (Japan Society in New York) geehrt.
Ushiba war der jüngere Bruder von Ushiba Tomohiko (牛場 友彦; 1901–1993), einem Beamten und späteren Unternehmer. Sein jüngerer Bruder war Ushiba Daizō (牛場 大蔵; 1913–2003), Professor für Medizin an der Keiō-Universität.